# Mounseer Nongtongpaw

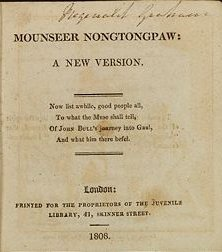
Página de título da edição de 1808 de Mounseer Nongtongpaw

Mounseer Nongtongpaw é um poema publicado em 1808 e supostamente escrito pela autora romântica Mary Shelley quando criança. Acredita-se agora que o autor seja o dramaturgo John Taylor. O poema é uma expansão da música homônima de Charles Dibdin, que foi publicada na Juvenile Library de William Godwin. Uma série de versos cômicos sobre estereótipos franceses e ingleses, Mounseer Nongtongpaw critica John Bull por sua incapacidade de compreender a língua francesa. Foi ilustrado pelo amigo de Godwin, William Mulready.

## Detalhes da publicação

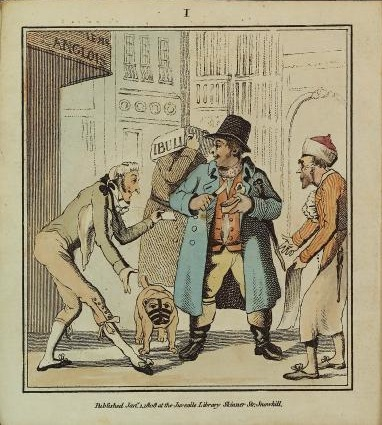
Frontispício da edição de 1808 do Mounseer Nongtongpaw

Mounseer Nongtongpaw foi originalmente publicado em 1808 pela editora de William Godwin, a M. J. Godwin, como parte de sua série Juvenile Library. Edições em inglês foram lançadas em 1811, 1812, 1823 e 1830; e edições da Filadélfia tiveram sua publicação estimada em 1814 e por volta de 1824. A edição original foi ilustrada por um discípulo de Godwin, William Mulready. A biógrafa de Shelley, Emily Sunstein, especula que alguns dos versos podem ter sido escritos para coincidir com as ilustrações que já haviam sido concebidas. As gravuras em placa de cobre foram reproduzidas em Nursery Companion de Peter e Iona Opie.

## Estrutura e enredo
Mounseer Nongtongpaw é baseado em uma canção popular homônima de 1796, pertencente a Charles Dibdin. A canção original do Dibdin zomba dos estereótipos em inglês e francês em cinco das oito linhas de estrofes, particularmente a recusa de "John Bull"s" em aprender francês. John Bull faz várias perguntas a que ele recebe sempre a mesma resposta: "Monsieur, je vous n entends pas" ("Monsieur, eu não entendo você"), que ele interpreta erradamente como "Mounseer Nongtongpaw". Ele começa a acreditar que o Palais Royal, de Versalhes, e uma bela mulher (os pontos turísticos que ele vê enquanto estava em turnê na França) são o misterioso personagem, Nongtongpaw. Quando ele vai para um funeral e recebe a mesma resposta, ele conclui que toda a riqueza dos Nongtongpaw não pôde salvá-lo da morte. Mounseer Nongtongpaw expande os versos cômicos de Dibdin, com a adição de mais eventos para a narrativa em quatro estrofes de linhas mais curtas, tais como inquéritos sobre uma festa na taberna, um rebanho, um treinador e um balão de ar quente: